# Mentometer

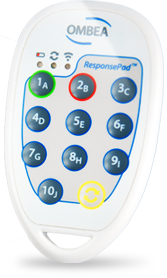
OMBEA ResponsePad - svarsenhet

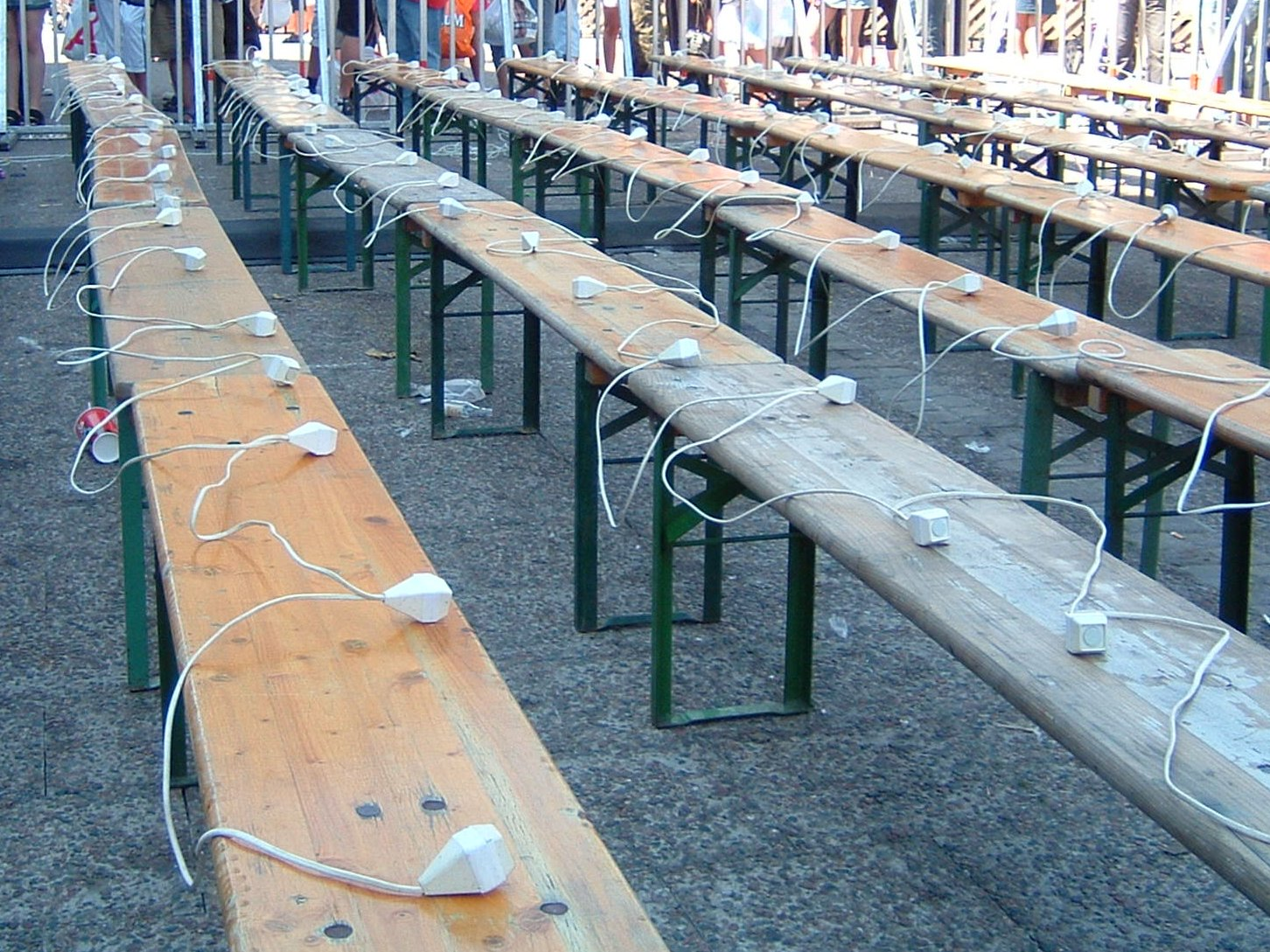
Mentometer, Sommartoppen, Sveriges Radio.

En mentometer är en elektronisk apparat för rösträkning, som oftast används i TV-program. Den kan ha en eller flera knappar beroende på vad publiken skall framrösta, och registrerar antalet samstämmiga svar, uttryckt i procent av antalet deltagare i en omröstning. Genom mentometrar kan man snabbt få en bild av den uppfattning som råder i en viss fråga hos till exempel en TV-studiopublik. Mentometeromröstningar kan också användas medvetet för att skapa en känsla av deltagande och inflytande, till exempel på kongresser och andra större möten.
Dagens mentometerdosor är trådlösa medan äldre modeller kräver kabel till varje dosa.  
Mobiltelefoner kan även användas som mentometer. Med mobilen kan deltagarna rösta med hjälp av SMS, via en mobil webbtjänst eller en mobilapplikation. 
Tillhörande plattform för förberedelse och presentation kan variera mellan enklare webbsidor till mer funktionsrika integrationer i PowerPoint eller Keynote.
Ordet mentometer, som ursprungligen betydde ingenting, utvecklades av Sigvard Strandh, intendent vid Tekniska Museet i Stockholm. Mentometern lanserades för första gången 1961  av Carl-Eiwar Carlsson, vilken ofta agerade programledare och s.k. "spökröst" (han meddelande resultatet för radiolyssnarna, men inte för publiken) i popmusikprogrammen Tio i Topp och Sommartoppen.

## Forskning om mentometersystem i klassrummet
En hel del forskning har visat att studenter blir mer alerta, engagerade och lär sig mer i klassrum där mentometersystem används.  

## Mobiltelefoner
Idag finns det flera mentometersystem som inte behöver någon egen hårdvara för att svara på frågorna utan publiken använder sina mobiltelefoner som "knappar". Fördelar gentemot mentometerknappar är bland annat lägre kostnad och i vissa fall enklare administration. Nackdelar är bland annat kravet på en kompatibel mobiltelefon eller dator med internetuppkoppling och god täckning.

## Exempel på svenska TV-program med mentometeromröstningar
- Det kommer mera
- Parlamentet
- Vem vill bli miljonär?, nu kallat Postkodmiljonären
- Det sociala spelet
- Ballar av stål